# Iso Kallijärvi
Iso Kallijärvi eller Kallijärvi är en sjö i Finland. Den ligger i kommunen Övertorneå i landskapet Lappland, i den norra delen av landet, 700 km norr om huvudstaden Helsingfors. Iso Kallijärvi ligger 100,7 meter över havet. Den är 2,38 meter djup. Arean är 2,34 kvadratkilometer och strandlinjen är 9,26 kilometer lång. Sjön  ingår i Torne älvs huvudavrinningsområde.   Den sträcker sig 3,7 kilometer i nord-sydlig riktning, och 2,2 kilometer i öst-västlig riktning.
I övrigt finns följande i Iso Kallijärvi:
- Nilisaari (en ö)
- Lihasaari (en ö)
- Kallisaari (en ö)